# Jorge Alberto Manrique
Jorge Alberto Manrique Castañeda (* 17. Juli 1936 in Azcapotzalco; † 2. November 2016) war ein mexikanischer Kunsthistoriker und -kritiker.

## Biografie
Manrique studierte von 1955 bis 1959 an der Fakultät für Philosophie und Geisteswissenschaften der Universidad Nacional Autónoma de México (UNAM) und erhielt seinen Doktortitel für Geschichte 1962.
Bis dahin war er bereits seit 1959 Professor an der Fakultät für Philosophie und Geisteswissenschaften der Universidad Veracruzana, ab 1962 auch Direktor der Fakultät. In dieser Zeit von 1959 bis 1962 forschte er auch am Seminario de Historia de la Revolución der Universidad Veracruzana, wo er ebenfalls die Position als Direktor von 1961 bis 1962 innehatte. In den Jahren von 1962 bis 1965 folgten Aufbaustudiengänge der Kultur- und Kunstgeschichte an den Universitäten in Paris und Rom, unter anderem unter Victor Lucián Tapié und Giulio Carlo Argan. Ab 1965 war er Lehrstuhlinhaber an der Fakultät für Philosophie und Geisteswissenschaften an der UNAM, seit 1968 forschte er auch am dortigen Forschungsinstitut für Ästhetik, dem Instituto de Investigaciones Estéticas.
Ab 1970 forschte er auch am Zentrum für historische Studien (Centro de Estudios Históricos) des Colegio de México und war Gastprofessor an verschiedenen Institutionen. 1974 wurde er vom Rat der mexikanischen Regierung zum Leiter des Instituto de Investigaciones Estéticas bestimmt und übte diese Funktion bis 1980 aus. Zwischenzeitlich erwarb er 1975 an der UNAM auch den Doktorgrad für Kunstgeschichte. Von 1982 bis 1983 war er Gründungsdirektor des Nationalen Kunstmuseums und von 1987 bis 1988 Direktor des Museums für Moderne Kunst, beides Museen des Instituto Nacional de Bellas Artes y Literatura (INBAL). Ab 2000 erhielt er den Titel „Investigador Emérito“ (Emeritierter Forscher) des Instituto de Investigaciones Estéticas.
Manrique veröffentlichte zahlreiche Bücher und Fachartikel zahlreichen amerikanischen und europäischen Ländern.

## Mitgliedschaften
Er war Mitglied des Sistema Nacional de Investigadores, der Academia de Artes, ordentliches Mitglied (Miembro de número) und Sekretär der Academia Mexicana de la Historia, Miembro de número des Komitees für Gedenkstätten der mexikanischen ICOMOS-Sektion (dort auch von 1979 bis 1987 Präsident), Ehrenmitglied des Comité International d’Histoire de l’Art (CIHA), Mitglied des Comité Mexicano de Historia del Arte (CMHA) und der mexikanischen Sektionen des internationalen Komitees für Museen sowie der Association Internationale des Critiques d’Art.

## Auszeichnungen
- Crítica Joven-Kritikpreis (1959)
- Preis der Comisión Nacional de Libros de Texto Gratuitos (1967; gemeinsam Eduardo Blanquel)
- Lateinamerikanischer Kritikpreis der AlGA Argentina (1990)
- Nationalpreis der UNAM (1992)
- Federico-Sescosse-Preis der mexikanischen Sektion des ICOMOS (Zacatecas) (April 2001)
- Verdienstorden der Italienischen Republik (1981)

## Bibliografie (Auswahl)
- Los dominicos en Azcapotzalco. 1964.
- El geometrismo mexicano. 1976 (mehrere Autoren).
- mit T. del Conde: Una mujer en el arte mexicano. 1987.
- La dispersión del manierismo. 1980.
- Historia del arte mexicano. 16 Bände. 1982–1983 (Hauptkoordinator und Mitautor).
- Ángel Zárraga. 1984.
- Arte y artistas de México en el siglo XX. 2000.
- Una visión del arte y la historia. 2001.